# Коновалова, Дарья Алексеевна
Дарья Алексеевна Коновалова (род. 13 февраля 1988, Ярославль) — российская топ-модель, ведущая и актриса, победительница конкурсов «Мисс Ярославль» (2009) и «Краса России» (2010). Обладательница награды «Лучшая модель года» (2010) от телеканала World Fashion Channel, участница «Топ-100 самых сексуальных женщин планеты» по версии мужского журнала FHM.
Журнал «Tatler» называл Коновалову «последней любовью Бориса Березовского», с которой он планировал вступить в брак.

## Биография
Дарья Коновалова родилась 13 февраля 1988 года в Ярославле. Мать работала начальником цеха на лакокрасочном комбинате, отец — слесарем на заводе, в 1990-е годы пытался заниматься мелкой торговлей на рынке, но неудачно. Вскоре после того, как дочь окончила школу, родители развелись.
После школы поступила на Социологический факультет МГУ. В 2007 году Дарья впервые отправилась на заработки за границу — в столицу Таиланда Бангкок.
В 2009 году победила на конкурсе красоты «Мисс Ярославль»
В 2009—2010 годах состояла в отношениях и была помолвлена с Борисом Березовским, проживавшим в то время в эмиграции.
В 2010 году получила титул «Краса России», оставив позади 54 участницы. Журнал «Tatler» в интервью с Коноваловой в 2020 году прокомментировал получение титула так: «Была обеспечена безоговорочная победа на конкурсе „Краса России“ — какому олигарху нулевых не хотелось видеть свою девушку в короне?». Затем Дарья отказалась от участия в международном конкурсе «Мисс Земля» по личным обстоятельствам. После романа с Березовским забросила модельную карьеру.
Долгое время работала на Западе, выступала на подиумах многих модных столиц мира, включая Париж, Милан, Лондон. На счету Дарьи множество обложек и фотосессий для глянцевых журналов: Я покупаю, Fashion Collection, Yes!, Cosmopolitan, Elle, Tatler, Marie Claire, Vogue, Maxim, L’Officiel, FHM. Автором фотоистории для мужского глянцевого журнала FHM стал лондонский фотограф Clive Arrowsmith, известный по своим работам для Календаря Пирелли и сотрудничавший со многими мировыми звёздами.
Первая фотосъёмка Дарьи состоялась в Москве с фотографом Полиной Журавлёвой. Первой серьёзной работой стала гонконгская фотостори для азиатского бренда роскошных ювелирных украшений Diamond Tree.
21 июня 2011 года Дарья Коновалова была ведущей на ежегодной церемонии вручения премий Fashion People Awards. На мероприятии она выступила с сольной песней «With you». 10 февраля 2011 года названа «Miss Soho» известным московским клубом Soho Rooms в рамках церемонии Soho Rooms Awards 2011.
Дарья стала исполнительницей главных ролей в клипах Валерия Меладзе «Побудь со мной», KReeD feat. Алексей Воробьев «Больше чем любовь», группы «Корни» «Не может быть». После съёмок у Дарьи Коноваловой и солиста группы Алексея Кабанова завязались романтические отношения. Попробовав себя в киносъёмках, Дарья решает подробно заняться актёрской профессией. Она начала брать уроки актёрского мастерства и параллельно сниматься в некоторых отечественных и зарубежных сериалах.
В декабре 2011 года модель заявила, что хочет попробовать себя в профессии дизайнера женской одежды и уже работает над своей линией «Daria Konovalova». В платье собственного дизайна она была в жюри и вышла на сцену конкурса «Краса России — 2011», чтобы вручить корону следующей победительнице.
24 марта 2014 года родила дочь Софи от сына основателя «Якитории», бизнесмена Кирилла Шейхаметова.
25 ноября 2017 года в этих же неформальных отношениях родилась дочь Анна-Рози.
В марте 2020 года дала подробное интервью журналу «Tatler» о своих отношениях с Березовским, впервые опубликовала личные фотографии с ним, раскрыла неизвестные подробности жизни и поступков олигарха.

## Увлечения и светская жизнь
По собственному признанию Дарья Коновалова увлекается йогой и пилатесом. В её сферу интересов входят также вокал и дизайн одежды. На талант-шоу конкурса «Краса России» выступала с сольной песней. Дарья активно занимается развитием индустрии моды, являлась членом жюри конкурсов «Мисс Ярославль-2010», «Краса России-2011», «Мисс Москва-2012».

## Награды
- «Мисс Ярославль» (2009)
- «Краса России» (2010)
- «Лучшая модель года» по версии международного телеканала World Fashion (2010)
- «Самая сексуальная россиянка» по версии журнала FHM (2010)
- «Miss Soho» (2011)

## Участие в съёмках
- Клип Валерия Меладзе «Побудь со мной»
- Клип KReeD feat. Алексей Воробьев «Больше чем любовь»
- Клип группы «Корни» «Не может быть»